# Ы
Ы (gemen: ы) är bokstaven "hårt i" i det kyrilliska alfabetet. Ljudet som den motsvarar finns inte i svenskan. Vid undervisning i ryska brukar man ibland rekommendera eleverna att sätta en penna mellan tänderna och försöka uttala ett i-ljud för att åstadkomma det uttal som Ы motsvarar. Vid transkribering av ryska skriver man y i svensk text och [ɨ] i IPA. Vid translitteration till latinska bokstäver enligt ISO 9 används y.
Bokstaven Ы används aldrig i början av ord på ryska.

## Teckenkoder i datorsammanhang
| Teckenkoder        | Versal: Ы                    | Gemen: ы                   |
| ------------------ | ---------------------------- | -------------------------- |
| Namn (Unicode)     | CYRILLIC CAPITAL LETTER YERU | CYRILLIC SMALL LETTER YERU |
| Kodpunkt (Unicode) | U+042B                       | U+044B                     |
| HTML               | &#1067;                      | &#1099;                    |